# 아르시노에 3세 필로파토르

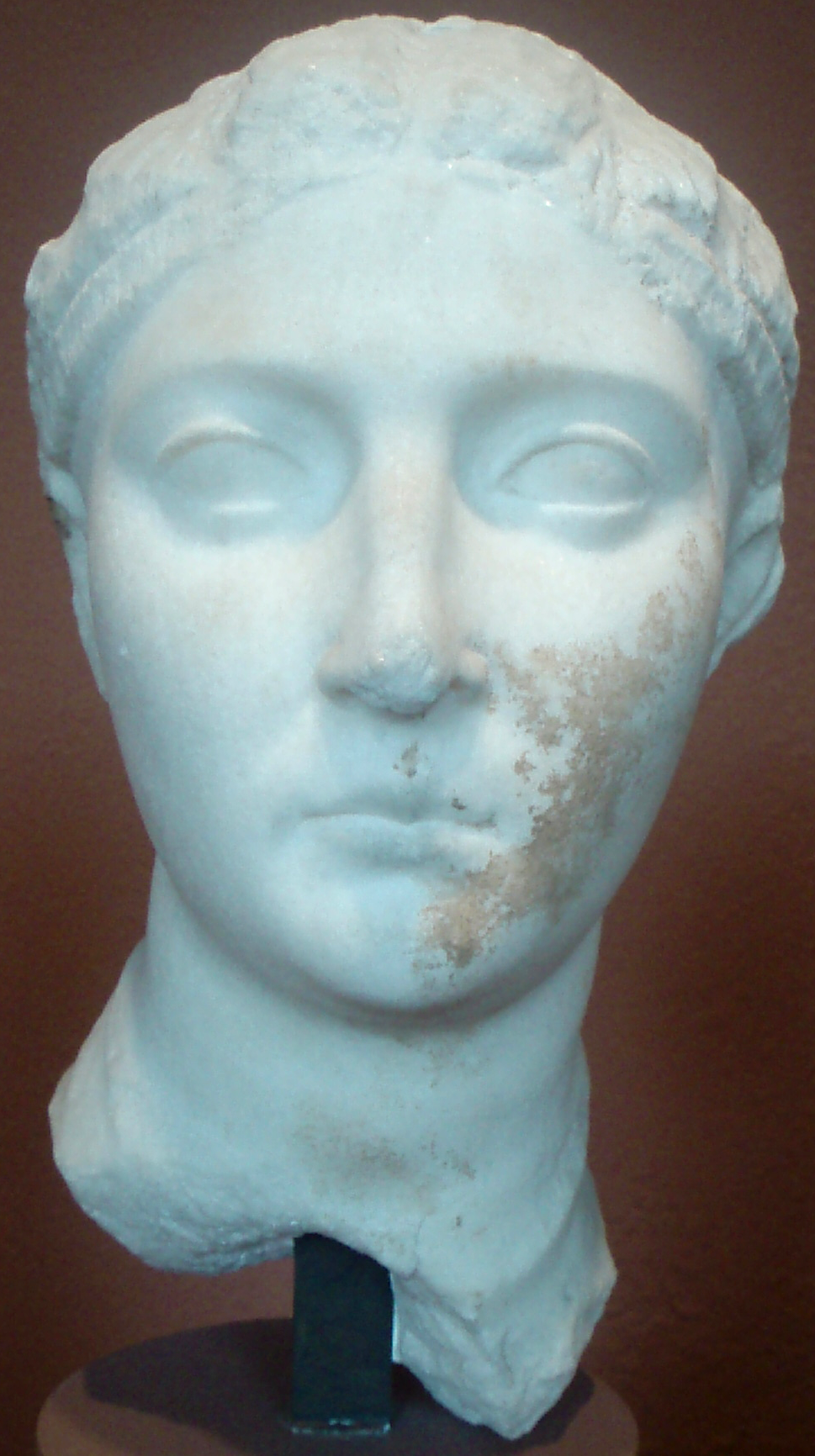
아르시오네 3세의 조각상 (Museum of fine Arts, Boston)

아르시노에 3세(그리스어Αρσινόη Γ', 영어:Arsinoe III, 기원전 246/245년 - 기원전 204년)는 고대 이집트 프톨레마이오스 왕조의 파라오여왕이다. 프톨레마이오스 3세 에우에르게테스와 베레니케 2세의 딸이다. 그리고 오빠인 프톨레마이오스 4세 필로파토르와 결혼하여 프톨레마이오스 5세 에피파네스를 낳았다.

## 생애
기원전 220년 10월에서 11월사이에 남동생인 필로파토르와 결혼했다. 그녀는 정치에도 적극적으로 참가하여, 보병대와 기병대를 인솔하여 기원전 217년에 셀레우코스 제국의 안티오코스 3세와의 싸움인 라피아(Raphia)의 싸움에도 참가했다. 그 외에도 부패한 궁정을 개혁하려고 하였지만, 필로파토르가 소극적이었기 때문에 성공을 거두진 못했다.
기원전 205년에 필로파토르가 갑작스러운 의문의 죽음을 맞이하였다. 그리고 이듬해에 아르시노에는 그녀의 영향력을 두려워하는 신하들에 의하여 암살당했다.

## 참조
- Materialsammlung bei genealogie-mittelalter.de

| 전임 프톨레마이오스 3세 에우에르게테스 (+베레니케 2세) | 프톨레마이오스 왕조 프톨레마이오스 4세 필로파토르 (+아르시노에 3세) 기원전 220년 - 기원전 204년 | 후임 프톨레마이오스 5세 에피파네스 |